# Онтологічна поетика
Онтологічна поетика — принцип герменевтики, спрямований на виявлення у художньому тексті, в його сюжетних зв'язках, деталях, мотивах та вчинках персонажів «іншої реальності».
На відміну від традиційної, описової поетики, залишає персонажа в деякому сенсі вільним у своїх відносинах з текстом, який його описує (тобто світом для нього), що проявляється в тому, що він усвідомлює своє з ним відношення і діє, виходячи з нього. Звідси вся парадоксальність, суперечливість і непослідовність персонажів.